# Michel Vorm
Michel Vorm (født 20. oktober 1983 i IJsselstein) er en hollandsk fodboldspiller, der spiller som målmand hos Premier League-klubben Tottenham. Han har spillet for klubben siden sommeren 2014.
Vorm har tidligere repræsenteret FC Utrecht og FC Den Bosch i hjemlandet, samt Swansea City A.F.C.

## Landshold
Vorm står (pr. 11. oktober 2013) noteret for 14 kampe for Hollands landshold, som han debuterede for den 5. september 2009 i en venskabskamp mod Japan. Han var en del af den hollandske trup til både VM i 2010, EM i 2012 og VM i 2014.